# シルカ川
シルカ川（シルカがわ、ロシア語: Шилка、ブリヤート語: Шилкэ гол
、エヴェンキ語: Силькариシールカ、漢語:石勒喀河）は、ロシアを流れる河川で、アムール川の左岸を流れる支流である。漢語では、モンゴル系の名称に準じて「石勒喀」と当て字される。
オノン川とインゴダ川の合流により発生しチタ州を流れる。北はシルカ山脈とアマザル山脈との間の渓谷を、南はボルシチョフ山脈を流れる。アルグン川と合流し、アムール川を形成する。

## 流域の都市
- スレーテンスク
- ネルチンスク
- チタ
- シルカ

## 支流
- インゴダ川
- オノン川